# Straßenlauf-Länderkampf der Männer 1959 Österreich – BR Deutschland – Schweiz
| 1. Leichtathletik-Länderkampf mit bundesdeutscher Beteiligung 1959      | 1. Leichtathletik-Länderkampf mit bundesdeutscher Beteiligung 1959 |                                  |
| ----------------------------------------------------------------------- | ------------------------------------------------------------------ | -------------------------------- |
|                                                                         |                                                                    |                                  |
| Straßenlauf-Vergleich der Männer: Österreich – BR Deutschland – Schweiz |                                                                    |                                  |
| Austragungsort                                                          | St. Wolfgang                                                       |                                  |
| Wettbewerbe                                                             | 1                                                                  |                                  |
| Datum                                                                   | 7. Juni 1959                                                       |                                  |
| 1. FRG 2. SUI 3. AUT                                                    | 5:26:37,8 h 5:41:16,6 h 6:05:35,0 h                                |                                  |
| Chronik                                                                 |                                                                    |                                  |
| ← letzter LK 1958: 00POL-FRG (M)                                        | FRG-BEL-FRA-ITA-00 NLD-SUI (M) →                                   | FRG-BEL-FRA-ITA-00 NLD-SUI (M) → |

Der erste Vergleich des Länderkampfjahres 1959 war wieder ein Länderkampf im Straßenlauf. Das nun schon siebte Aufeinandertreffen dieser Art mit Österreich und der Schweiz wurde am 7. Juni im österreichischen St. Wolfgang ausgetragen. Bisher hatten zwei Mal die Schweiz und vier Mal Deutschland triumphiert.

## Wettbewerbe und Modus
Die Begegnung beinhaltete wieder ein Rennen über dreißig Kilometer. In die Wertung kamen die jeweils drei besten Läufer von vier Startern je Nation. Das Resultat ergab sich durch Addition der durch die gewerteten Athleten erzielten Zeiten.

## Ergebnis
Die bundesdeutschen Läufer dominierten diesen Vergleich stärker als zuvor. Sie belegten die ersten drei Plätze, dahinter folgte die Schweiz mit den Rängen vier bis sechs. Damit siegte die Bundesrepublik Deutschland mit knapp vierzehneinhalb Minuten Vorsprung vor der Schweiz. Weitere gut 24 Minuten dahinter kam Österreich abgeschlagen auf den dritten Platz.

## Legende
Kurze Übersicht zur Bedeutung der Symbolik – so üblicherweise auch in sonstigen Veröffentlichungen verwendet:
| DNF | nicht im Ziel (did not finish) |

## Resultat

### 30-km-Straßenlauf
| Platz | Athlet          | Land | Zeit (h)  |
| ----- | --------------- | ---- | --------- |
| 01    | Gustav Disse    | FRG  | 1:46:21,0 |
| 02    | Wilhelm Gänßler | FRG  | 1:50:08,0 |
| 03    | Hermann Brecht  | FRG  | 1:50:08,8 |
| 04    | Arthur Wittwer  | SUI  | 1:52:40,0 |
| 05    | Max Portner     | SUI  | 1:53:17,6 |
| 06    | Serge de Quay   | SUI  | 1:55:19,0 |
| 07    | Adolf Gruber    | AUT  | 1:56:25,0 |
| 08    | Karl Windholz   | AUT  | 2:00:15,0 |
| 09    | Alois Rutzer    | SUI  | 2:00:24,8 |
| 10    | Wilfried Irmen  | FRG  | 2:02:55,0 |
| 11    | Leopold Koch    | AUT  | 2:08:55,0 |
| DNF   | Alois Wagner    | AUT  |           |